# Hóquei sobre a grama nos Jogos Olímpicos de Verão de 2008 - Qualificação
Para as competições de hóquei sobre grama, o COI permite a inscrição de 1 (um) Comitê Olímpico Nacional (CON) no masculino e 1 no feminino.
| Hóquei sobre grama masculino       | Data           | Sede           | Vagas | Classificados                     |
| ---------------------------------- | -------------- | -------------- | ----- | --------------------------------- |
| País-sede                          | -              | -              | 1     | China                             |
| Jogos Asiáticos 2006               | 2-14 dez 2006  | Doha           | 2     | Coreia do Sul · Paquistão         |
| Torneio Pré-Olímpico Africano 2007 | 14-22 jul 2007 | Nairóbi        | 1     | África do Sul                     |
| Jogos Pan-americanos de 2007       | 14-29 jul 2007 | Rio de Janeiro | 1     | Canadá                            |
| Campeonato Europeu de Hóquei 2007  | 18-25 ago 2007 | Manchester     | 3     | Países Baixos · Espanha · Bélgica |
| Copa da Oceania 2007               | 11-17 set 2007 | Buderim        | 1     | Austrália                         |
| Torneio Pré-Olímpico Mundial I     | 2-9 fev 2008   | Auckland       | 1     | Nova Zelândia                     |
| Torneio Pré-Olímpico Mundial II    | 1-9 mar 2008   | Santiago       | 1     | Reino Unido                       |
| Torneio Pré-Olímpico Mundial III   | 5-13 abr 2008  | Kakamigahara   | 1     | Alemanha                          |
| TOTAL                              |                |                | 12    |                                   |

| Hóquei sobre grama feminino        | Data                | Sede           | Vagas | Classificados                          |
| ---------------------------------- | ------------------- | -------------- | ----- | -------------------------------------- |
| País-sede                          | -                   | -              | 1     | China                                  |
| Jogos Asiáticos 2006               | 2-14 dez 2006       | Doha           | 1     | Japão                                  |
| Torneio Pré-Olímpico Africano 2007 | 14-22 jul 2007      | Nairóbi        | 1     | África do Sul                          |
| Jogos Pan-americanos de 2007       | 14-29 jul 2007      | Rio de Janeiro | 1     | Argentina                              |
| Campeonato Europeu de Hóquei 2007  | 18-25 ago 2007      | Manchester     | 3     | Alemanha · Países Baixos · Reino Unido |
| Copa da Oceania 2007               | 10-17 set 2007      | Buderim        | 2     | Nova Zelândia · Austrália              |
| Torneio Pré-Olímpico Mundial I     | 12-20 abr 2008      | Baku           | 1     | Espanha                                |
| Torneio Pré-Olímpico Mundial II    | 19-27 abr 2008      | Kazan          | 1     | Estados Unidos                         |
| Torneio Pré-Olímpico Mundial III   | 26 abr - 4 mai 2008 | Vancouver      | 1     | Coreia do Sul                          |
| TOTAL                              |                     |                | 12    |                                        |